# Вотерборо (Мен)
Вотерборо (англ. Waterboro) — місто (англ. town) в США, в окрузі Йорк штату Мен. Населення — 7936 осіб (2020).

## Демографія
Згідно з переписом 2010 року, у місті мешкали 7693 особи в 2775 домогосподарствах у складі 2095 родин. Було 3574 помешкання
Расовий склад населення:
| - 97,3 % — білих - 0,6 % — азіатів - 0,4 % — чорних або афроамериканців - 0,2 % — корінних американців |

До двох чи більше рас належало 1,2 %. Частка іспаномовних становила 0,9 % від усіх жителів.
За віковим діапазоном населення розподілялося таким чином: 27,7 % — особи молодші 18 років, 64,1 % — особи у віці 18—64 років, 8,2 % — особи у віці 65 років та старші. Медіана віку мешканця становила 36,6 року. На 100 осіб жіночої статі у місті припадало 103,2 чоловіків;  на 100 жінок у віці від 18 років та старших — 101,2 чоловіків також старших 18 років.
Середній дохід на одне домашнє господарство  становив 72 348 доларів США (медіана — 65 804), а середній дохід на одну сім'ю — 81 352 долари (медіана — 73 967). Медіана доходів становила 51 220 доларів для чоловіків та 40 147 доларів для жінок. За межею бідності перебувало 4,9 % осіб, у тому числі 0,0 % дітей у віці до 18 років та 2,6 % осіб у віці 65 років та старших.
Цивільне працевлаштоване населення становило 3804 особи. Основні галузі зайнятості: освіта, охорона здоров'я та соціальна допомога — 27,2 %, роздрібна торгівля — 14,0 %, виробництво — 13,8 %.